# Герцогство Масса и Каррара
Герцогство Масса и Каррара (итал. Ducato di Massa e Carrara) — одно из средневековых итальянских государств.
Данная территория как единое целое стала фигурировать с 22 февраля 1473 года, когда синьория Каррара (состоявшая из деревень Каррара, Монета и Авенца) была приобретена маркграфом Массы Якопо Маласпина. С этих пор представители рода Маласпина стали маркграфами Массы и господами Каррары. Сначала Маласпины жили в Карраре, но французские вторжения вынудили их перебраться в Массу.
Два поколения спустя род Маласпина пресёкся, и в 1520 году Ричарда Маласпина, внучка Якопо и последний представитель рода, вышла замуж за Лоренцо Чибо, который по отцу приходился внуком папе Иннокентию VIII, а по матери — Лоренцо Великолепному. Их потомки приняли фамилию Чибо-Маласпина.
Период Ренессанса характеризовался развитием скульптуры, и высокий спрос на каррарский мрамор привёл к экономическому процветанию территории. Альберико I, опасаясь, что на неё позарится кто-нибудь из мощных соседей, в 1554 году решил стать вассалом императора Священной Римской империи Карла V. В 1558 году синьория Каррара стала маркграфством, а в 1568 году император Максимилиан II сделал Массу княжеством.
В 1664 году Масса стала герцогством, а Каррара — княжеством, и семья Чибо-Маласпина стала пользоваться титулами «герцоги Массы и князья Каррары».
В 1738 году последний представитель рода Мария Тереза Чибо-Маласпина вышла замуж за Эрколе III Ринальдо д’Эсте, последнего правителя Моденского герцогства. Их дочь Мария Беатриче д’Эсте стала правителем обоих герцогств, которыми управляла в рамках личной унии.
В 1796 год дом д’Эсте лишился своих владений из-за вторжения Наполеона. Аннексированные территории стали частью Циспаданской республики, затем — Цизальпинской республики. В последующие годы эти земли в ходе борьбы между Францией и Австрией переходили из рук в руки, пока окончательно не попали под власть французов. В 1806 году они вошли в состав княжества Лукка и Пьомбино. Мария Беатриче была вынуждена жить в Вене при дворе своего мужа Фердинанда.
В 1815 году Венский конгресс вернул Марии Беатриче все её владения. На тот момент в состав герцогства Масса и Каррара входили населённые пункты Масса, Каррара, Аулла, Казола-ин-Луниджана, Комано, Филаттиера, Фивиццано, Фоздиново, Личчана-Нарди, Монтиньозо, Мулаццо, Поденцана и Трезана. После смерти Марии Беатриче в 1829 году герцогство Масса и Каррара было аннексировано герцогством Модена и Реджо, которым правил её сын Франческо IV д’Эсте.

## Правители Масса и Каррара
- Антонио Маласпина (1442—1445), маркграф Массы и Фоздиново
- Якопо Маласпина (1445—1481), маркграф Массы и владетель Каррары
- Альберико II Маласпина (1481—1519)
- Ричарда Маласпина (1519—1546) и (1547—1553)
- Джулио I Чибо-Маласпина (1546—1547)
- Альберико I Чибо-Маласпина (1554—1623), с 1558 маркграф Массы и Каррары, с 1568 князь Массы и маркграф Карраря
- Карло I Чибо-Маласпина (1623—1662)
- Альберико II Чибо-Маласпина (1662—1690), с 1664 герцог Массы и князь Каррары
- Карло II Чибо-Маласпина (1690—1710)
- Альберико III Чибо-Маласпина (1710—1715)
- Альдерано I Чибо-Маласпина (1715—1731)
- Мария Тереза Чибо-Маласпина (1731—1790)
- Мария Беатриче д’Эсте (1790—1797), герцогиня Модены, Реджо, Масса и Каррары
- в составе Циспаданской и Цизальпинской республик (1799—1806)
- Элиза Бонапарт (1806—1814)
- Мария Беатриче д’Эсте (1815—1829)